# Носферату: Фантом ноћи
Носферату: Фантом ноћи је западнонемачки хорор филм из 1979. године, режисера и сценаристе Вернера Херцога. Филм је смештен првенствено у Висмар, Немачку и Трансилванију из 19. века, а замишљен је као стилски римејк филма Носферату – Симфонија ужаса (1922), који је адаптација романа Дракула. У главним улогама су Клаус Кински као гроф Дракула, Изабел Ађани као Луси Харкер, Бруно Ганц као Џонатан Харкер и Роланд Топор као Ренфилд. Постоје две верзије овог филма, једна у којој глумци причају на енглеском и друга у којој глумци причају на немачком језику.
Филм је добио похвале од стране критичара и остварио је комерцијални успех. Овај филм је такође био други филм у коме су сарађивали Херцог и Кински. Филм је остварио 1.000.000 улазница у Западној Немачкој, а у Италији је зарадио 53.870.000 лира. Филм је такође постигао скроман успех у родној земљи Ађанијеве, Француској, остваривши 933.533 улазница.
Италијански хорор филм из 1988. године, Носферату у Венецији, једини је истоимени наставак, у коме Кински репризира своју улогу.

## Радња
Џонатан Харкер је агент за продају некретнина у Висмару, у Немачкој. Његов послодавац, Ренфилд, обавештава га да племић по имену гроф Дракула жели да купи имање у Висмару и додељује Харкера да посети грофа и заврши уносан посао. Остављајући своју младу супругу Луси иза себе у Висмару, Харкер одлази у Трансилванију, у замак грофа Дракуле, путујући тамо четири недеље, носећи са собом документа потребна за продају куће грофу. На свом путу, Харкер се зауставља у сеоској гостионици, где га мештани моле да се држи даље од проклетог замка, пружајући му детаље о Дракулином вампиризму. Одбацујући молбе сељака као сујеверје, Харкер наставља пут, пење се према пролазу Борго и на крају стиже у замак Дракуле, где среће грофа, чудног човека, сличног глодару, великих ушију, бледе коже, оштрих зуба и дугих ноктију.
Гроф је очаран малим Лусиним портретом и одмах пристаје на куповину имања у Висмару, посебно са сазнањем да ће он и Луси постати комшије. Како Џонатанова посета одмиче, ноћу га прогоне бројни сусрети налик сновима са вампирским грофом. Истовремено, у Висмару, Луси муче ноћни страхови, измучени сликама предстојеће пропасти. Поред тога, Ренфилд је примљен у писхијатријску болницу након што је угризао краву, пошто је очигледно потпуно полудео. На сопствени ужас, Харкер проналази грофа како спава у ковчегу, схватајући да је Дракула заиста вампир. Те ноћи Дракула креће према Висмару, носећи са собом неколико ковчега испуњених проклетом земљом која му је потребна за повампирени одмор. Харкер открива да је затворен у дворцу и покушава да побегне кроз прозор кроз импровизовано уже направљено од покривача. Уже није довољно дуго, и Џонатан пада, тешко се повређујући. Следећег јутра се буди на земљи, узбуркан звуком младог Циганина који свира виолину. На крају је послат у болницу, где бунца о „црним ковчезима”, а лекари претпостављају да болест утиче на његов ум.
У међувремену, Дракула и његови ковчези путују до Висмара бродом преко црноморске луке Варна, одатле кроз Босфор и Гибралтарски мореуз и око читаве западноевропске обале Атлантика до Балтичког мора. На путу убија целу посаду, чинећи да делује као да их је погодила куга. Брод стиже са својим теретом у Висмар, где лекари − укључујући Абрахама Ван Хелсинга − истражују необичну судбину брода. Откривају бродски дневник који спомиње њихову опажену невољу са кугом. Након тога, Висмар постаје преплављен пацовима са брода. Дракула стиже у Висмар са својим ковчезима и смрт се брзо шири градом. Очајно болесни Џонатан је коначно превезен кући, али када коначно стигне, изгледа да не препознаје своју жену. Луси касније има сусрет са грофом Дракулом; изнурен и у немогућности да умре, захтева део љубави коју је она тако слободно давала Џонатану, али она то одбија. Сад свесна да је нешто друго осим куге одговорно за смрт која је задесила њен некада миран град, Луси очајнички покушава да убеди грађане, али они су скептични и незаинтересовани. Из књиге коју су Џонатану поклонили људи у Трансилванији, она открива да може да победи Дракулино зло тако што ће га одвратити до зоре, а тада ће га сунчеви зраци уништити, али само по цену сопственог живота. Те ноћи она намами грофа у своју спаваћу собу, где он почиње да јој пије крв.
Лусина лепота и чистоћа одвраћају Дракулу од оглашавања петла и он се при првом светлу дана сруши на под, мртав. Ван Хелсинг стиже и проналази мртву Луси, али види да је Дракула побеђен. Затим проводи колац кроз грофово срце како би био сигуран да Лусина жртва није била узалудна. У последњем ироничном преокрету, Џонатан се пробудио из болести, сада вампир, и Ван Хелсинг бива ухапшен због убиства грофа Дракуле. Затим загонетно изјављује да има много посла, а последњи пут је виђен како јаше на коњу, одевен у исту лепршаву црнину као и Дракула.

## Улоге
| Глумац           | Улога               |
| ---------------- | ------------------- |
| Клаус Кински     | гроф Дракула        |
| Изабел Ађани     | Луси Харкер         |
| Бруно Ганц       | Џонатан Харкер      |
| Роланд Топор     | Ренфилд             |
| Волтер Ладенгаст | Абрахам Ван Хелсинг |